# اوپیورفین
اوپیورفین (به انگلیسی: Opiorphin) یک ترکیب شیمیایی آلی، پلی پپتید درون‌زا متشکل از پنج اسید آمینه است؛ که برای اولین بار از بزاق انسان جدا شد. آزمایش‌های اولیه روی موش‌ها نشان می‌دهد که این ترکیب اثر ضددردی دارد و ۶ برابر قوی‌تر از مورفین است. احتمالاً با توقف تجزیه ترکیبات ضد درد طبیعی، مواد افیونی، به نام انکفالین عمل می‌کند. پپتید اوپیورفین از انتهای N پروتئین PROL1 (غنی از پرولین) مشتق شده‌است. اوپیورفین دو پروتئاز را مهار می‌کند: اکتو اندوپپتیداز خنثی (NEP) و اکتو آمینوپپتیداز N.